# 면추이
면추이(영어: face-transitive)란 다면체나 4차원 다포체 따위의 다포체에서 모든 면이 합동인 것이다. 단순히 면의 모양이 같아서는 안되고 군의 작용을 통해 한 면을 다른 면으로 돌렸을 때 모든 면과 모서리가 포개져야한다. 점추이 다면체의 쌍대는 면추이이다. 면추이 다면체는 주사위에 쓸때 모든면의 확률이 같다.